# Shinyanga (vùng)
Shinyanga là một vùng của Tanzania. Thủ phủ của vùng Shinyanga đóng tại Shinyanga. Vùng Shinyanga có diện tích 50781 ki lô mét vuông. Đến thời điểm điều tra dân số ngày 25 tháng 8 năm 2002, vùng Shinyanga có dân số 2805580 người.